# Angelo Russo

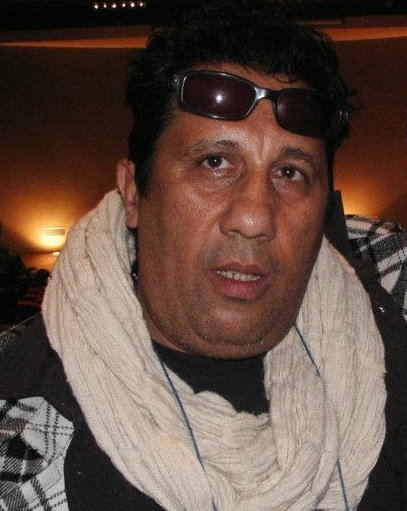
Angelo Russo

Angelo Russo (Ragusa, 21 ottobre 1961) è un attore italiano, noto al grande pubblico per il ruolo di Catarella nella serie televisiva Il commissario Montalbano.

## Biografia
Angelo Russo nasce il 21 ottobre 1961 a Ragusa da padre siciliano e madre napoletana. Fin da piccolo mostra doti recitative, mettendo in luce le sue qualità artistiche in locali della Sicilia, fino ad assumere ruoli da attore sia in teatro sia in televisione e raggiungendo la notorietà nazionale per la sua parte nel ruolo dell'agente Catarella nella serie televisiva Il commissario Montalbano. Ha recitato anche nella fiction Il capo dei capi e interpretato una piccola parte nel film Il pesce innamorato di Leonardo Pieraccioni del 1999.
Nel 2019 partecipa come concorrente a Ballando con le stelle, condotto da Milly Carlucci, in onda su Rai 1, in coppia con Anastasija Kuz'mina, arrivando in finale e classificandosi quinto.
Dopo questa partecipazione sarà ospite in varie trasmissioni Rai, come a Italia Sì nell'autunno 2019.

## Vita privata
Angelo Russo è sposato con Laura e ha una figlia, di nome Leandra.

## Filmografia

### Cinema
- Gli antenati tua e de Pierino, regia di Gianfranco Iudice (1996)
- Sst...silenzio!, regia di T. Seminara (1997)
- Il pesce innamorato, regia di Leonardo Pieraccioni (1999)
- E adesso sesso, regia di Carlo Vanzina (2001)
- Baci salati, regia di Antonio Zeta (2012)
- Io sono la fine del mondo, regia di Gennaro Nunziante (2025)

### Televisione
- Il commissario Montalbano, regia di Alberto Sironi e Luca Zingaretti – serie di film TV (1999 - in produzione)
- Il capo dei capi, regia di Enzo Monteleone e Alexis Sweet – miniserie TV (2007)
- L'ultima trincea, regia di Alberto Sironi – film TV (2009)
- Eroi per caso, regia di Alberto Sironi –  miniserie TV (2011)

### Programmi televisivi
- La sai l'ultima? - ospite fisso (Canale 5, 2008)
- Domenica in - ospite (Rai 1, 2019)
- Ballando con le stelle - concorrente in coppia con Anastasija Kuz'mina, quinto classificato (Rai 1, 2019)
- Vieni da me - ospite ricorrente (Rai 1, 2019)
- ItaliaSì! - ospite (Rai 1, 2019)
- Ulisse - La Sicilia di Montalbano - ospite (Rai 1, 2025)